# Ana Delgado Cortés
Ana Delgado Cortés, poeta española nacida en Madrid en 1973. Licenciada en Ciencias de la Información (Periodismo) por la Universidad Complutense de Madrid.

## Biografía
En 1992 crea junto a algunos compañeros la tertulia poética "Ostras versus versos", que se reunía cada miércoles en la Academia de Artes y Letras de San Antón, en el barrio madrileño de Prosperidad. Con este grupo publica las obras conjuntas "Cristales en la arena" (1993) y "Poemas egocéntricos, personales y plurales" (1994).
Fue cofundadora de la tertulia poética del Círculo de Bellas Artes de Madrid, grupo al que perteneció desde su creación en 1998 hasta 2009. En esta época interviene regularmente en recitales, en el programa radiofónico "Voces de Minerva", de Radio Círculo, y en la publicación colectiva "Contrapartida" (1999).
En 2005 recibe el II Premio Andrés Salom, concedido por la asociación Taller de Arte Gramático por su primer libro "Zoología marina, vertebrados terrestres" (Azarbe, 2006). 
En 2008 recibe el XXV Premio Carmen Conde por "Poemas del amor sumiso" (Torremozas, 2008).
Cuenta también en su haber con el Premio de Poesía del Círculo de Bellas Artes de Madrid (2007) y con el premio La voz + joven 2008, convocado por la Obra Social de Caja Madrid. 
Han aparecido poemas suyos en el ABC de las letras y en las revistas "Ágora", "Piedra del molino", "Vitolas del Anaïs", "Luces y sombras" y "Poeta de Cabra", entre otras, y en la antología de poetas contemporáneos madrileños "Poesía Capital" (Sial, 2009).